# Dicranomyia tricincta
Dicranomyia tricincta är en tvåvingeart. Dicranomyia tricincta ingår i släktet Dicranomyia och familjen småharkrankar.

## Underarter
Arten delas in i följande underarter:
- D. t. textrina
- D. t. tricincta